# Lihir
Lihir, en llengua nativa Niolam, és una illa volcànica de Papua-Nova Guinea situada al nord de Nova Irlanda en l'arxipèlag Bismarck.

## Geografia

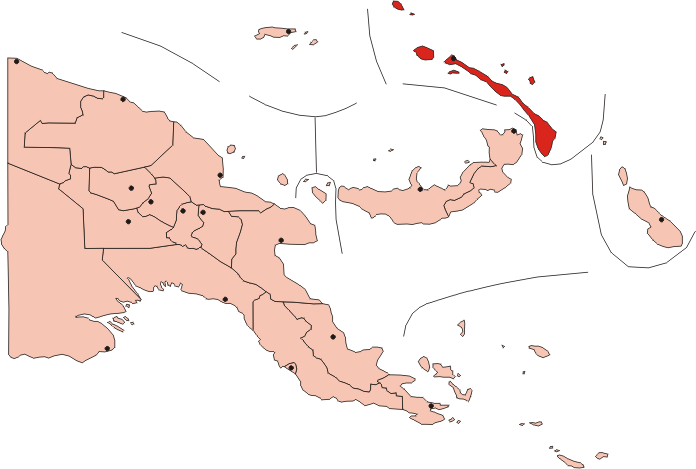
Província de Nova Irlanda

És la principal illa d'un grup d'illes dites "illes Lihir". Està incorporada administrativament a la província de Nova Irlanda.

## Economia
El 1982 es va descobrir or a l'illa i es va començar a explotar el 1997. Dos jaciments, "Minifie" i "Lienetz", estan situats en el cràter d'un volcà inactiu anomenat Luise Caldera en la costa est d'aquesta illa.

## Erradicació del pian
L'illa de Lihir es coneix pel fet de ser el lloc on l'epidemiòleg Oriol Mitjà va realitzar els seus estudis per a l'erradicació del pian, una MTD d'origen bacterià. Mitjà, que hi treballava des de 2010, va trobar una enorme prevalença de la infecció entre els menors de l'illa, per la qual cosa va assajar un nou tractament molt més barat i fàcil d'administrar, consistent en una sola dosi d'azitromicina en forma de pastilla. Amb aquest descobriment va idear un projecte, amb el suport de l'OMS, per erradicar el pian, amb la qual cosa podria esdevenir la segona malaltia humana erradicada completament.